# Napfolt (Marvel Comics)
Napfolt valódi nevén Roberto da Costa egy kitalált szereplő, szuperhős a Marvel Comics képregényeiben. Leggyakrabban az X-Men az Új Mutánsok és az X-Erő csoportba társult. Első megjelenése a "Marvel Graphic Novel The New Mutants" negyedik számában, 1982-ben volt. Brazíliában született és képes elnyelni a Nap energiáját. Fontos tagja volt 1980-ban az X-Menek junior csapatában és az X-Erő csoport újjászületésében.

## Története
Roberto Da Costa afro-brazíliai fiúként született és nőtt fel Rio De Janeiróban. Apja a tehetős üzletember, Emmanuel Da Costa, anyja a régész Nina Da Costa. Roberto és az apja közti viszony jobban hasonlít egy "legjobb barát" kapcsolatra mintsem egy apa és fiúéra. Mindazonáltal Emmanuel állandóan hajtja fiát, hogy érje el testi és szellemi határait. Az apja bátorításának köszönhetően Roberto sztárfutballjátékos pozícióig vitte az iskolában, még a olimpiai játékokra jelentkezését is megfontolták. A fiú mutáns képességei először tizennégy éves korában mutatkoztak meg, egy futballmeccsen. Roberto az iskolája színeiben játszott a Brazil Diákbajnokságon. A másik csapat Keller nevű tagja fajgyűlölő volt és egy csapattársa segítségével felrúgták őt. Bosszúképpen leszerelte ellenfelét, aki erre brutálisan verni kezdte. Ekkor használta először a képességeit. Teste és ruházata teljesen fekete lett. Roberto értetlenül állt a dolog előtt, ezért segítséget várt a többiektől. Csapattársai és a nézők is rémülten kimenekültek a stadionból. A fiú barátnője, Juliana Sandoval és a fiú apja, akik ott voltak a meccsen, kiálltak mellette a nehéz időkben.
Roberto képességeire Donald Pierce, a Pokoltűz Klub tagjának egyike is felfigyelt (ő minden mutánst a halálba akart küldeni). Megpróbálták elrabolni Robertót, de nem tudták, így helyette barátnőjét ragadták el. Xavier professzor ezt megtudván segítséget küldött a fiúnak (Moira MacTaggertet, és két fiatal mutánst, Karmát és Mirázst). Robertót átverték és barátnőjét nem engedték el. Mikor újra használta képességét hamar kimerült és majdnem a halálával végződött az akció, de épp jókor jött a segítség. Roberto zsoldosnak vélte egyik segítőjét, így megtámadta, ezért a fiú életére törő zsoldos felett megszűnt Karma hatalma. A katona újra rálőtt a fiúra, de barátnője életét áldozta szerelméért. Végül Pierce-et és embereit legyőzték. Később Roberto a professzornál maradt, hogy megtanuljon uralkodni mutáns képességén és jóra használhassa azt. Az Új Mutánsok tagja lett.
Apja viszont az ellenséges Pokoltűz Klub Belső Körének tagjává vált.

## Médiában

### Film
A X-Men 2 filmben az ő neve is szerepel azon a listán, amit Mystique néz át William Stryker számítógépén, miközben Magneto után kutat.